# Lymantria antica
Lymantria antica är en fjärilsart som beskrevs av Walker 1856. Lymantria antica ingår i släktet Lymantria och familjen tofsspinnare. Inga underarter finns listade i Catalogue of Life.